# Top of the Lake
Top of the Lake es una serie de televisión estrenada el 18 de marzo de 2013.

## Historia
Filmada y ambientada en Nueva Zelanda, la serie sigue a la detective Robin Griffin (Elisabeth Moss) en su investigación por la desaparición de una niña de 12 años embarazada.

## Personajes

### Personajes principales
- Elisabeth Moss como la detective Robin Griffin, una policía de Sídney que regresa a su pueblo natal de Nueva Zelanda (Laketop) para investigar los crímenes que rodean el embarazo y posterior desaparición de una niña de 12 años.
- David Wenham como el detective Al Parker, el anticuado jefe de la policía local que también maneja un bar donde jóvenes delincuentes reciben una segunda oportunidad.
- Peter Mullan como Matt Mitcham, el jefe de la familia Mitcham y padre de la niña desaparecida. Es el líder informal y temido del pueblo, con una compleja vida interior.
- Tom Wright como Johnno Mitcham, el hijo menor de Matt y antiguo novio de la juventud de Robin. Ha regresado recientemente a Laketop tras estar diez años encarcelado por posesión de drogas.
- Holly Hunter como GJ, una andrógina líder espiritual, que llega al pueblo con un grupo de mujeres en problemas que esperan que GJ las ayude a reencontrarse a sí mismas.

### Personajes secundarios
- Jacqueline Joe como Tui Mitcham, la hija de 12 años de Matt que desaparece tras descubrirse que está embarazada.
- Kip Chapman y Jay Ryan como Luke y Mark Mitcham, los otros hijos de Matt.
- Robyn Nevin como Jude Griffin, la madre de Robin, enferma de cáncer.
- Calvin Tuteao como Turangi, el novio maorí de Jude.

| El grupo de GJ - Alison Bruce como Anne-Marie. - Georgi Kay como Melissa. - Genevieve Lemon como Bunny. - Robyn Malcolm como Anita. - Griz Pomirska como "la Señora Desnuda". - Sarah Valentine como Prue. - Skye Wansey como Grishina. Los hombres de Matt - Ben Barrington como Terry. - James Blake como Shotover. - Byron Coll como Penguin. - Cohen Holloway como Mike. - Oscar Redding como Sarge. - Edwin Wright como Scuzz. | Los amigos de Tui - Luke Buchanan como Jamie. - Sam Dickson como Jase. - Connor Olivia Moore como Kayla. - Layne Opetaia como Daniel. El Departamento de Policía - Stephen Lovatt como el agente Pete. - Gavin Rutherford como el agente Joy. - Madeleine Sami como Zena, la secretaria. Otros personajes - Edward Campbell como Putty, el tonto del pueblo. - Lauren Dawes como Mandy, la novia de Johnno. - Erica Englert como Narelle, el ama de llaves de Matt. - Mirrah Foulkes como Simone, la madre de Jamie. - Dra McKay como Delia, la maestra de Tui. |

## Producción
La miniserie fue escrita por Jane Campion y Gerard Lee, y dirigida por Campion y Garth Davis. Se trata del primer trabajo para televisión de Campion desde An Angel at My Table, del año 1990. 
La miniserie se había pensado como una coproducción con la Australian Broadcasting Corporation, pero la emisora retiró su apoyo tras conocer que la actriz estadounidense Elisabeth Moss tendría el papel protagónico. El canal australiano UKTV, cuyo dueño es la BBC Worldwide se hizo cargo del financiamiento luego del retiro de ABC.
La filmación llevó 18 semanas y se realizó enteramente en Queenstown y Glenorchy, Nueva Zelanda. Mientras que se hace referencia a Queenstown, el pueblo de Glenorchy, ubicado en la región de Otago, sirve como doble del ficticio Lake Top. Las escenas de la comuna femenina fueron filmadas en Moke Lake.
La actriz Jennifer Ehle audicionó originalmente para el papel de "GJ", sin embargo la actriz Holly Hunter lo obtuvo. Jane Campion le había ofrecido el papel de "Robin" a la actriz Anna Paquin (con quien había trabajado previamente en The Piano), sin embargo Paquin declinó su propuesta debido a su embarazo.

### Lanzamiento
La serie fue proyectada en enero de 2013 en el Festival de Cine de Sundance, en lo que sería la primera vez que se vería una miniserie en dicho festival. Para ello se la programó en siete horas con un intermedio y un descanso para el almuerzo.
La serie se estrenó en el Sundance Channel, en Estados Unidos, el 18 de marzo de 2013.